# Атлас (група)
Вижте пояснителната страница за други значения на Атлас.
Група „Атлас“ е българска рок група.

## История
„Атлас“ е създадена през 1985 г. в София като трио от Петър Писарски, Бойко Трифонов и Силвия Райновска, което изпълнява кънтри музика. Много скоро след началото към „Атлас“ се присъединяват Петър Даскалов, Румен Александров и Енил Енчев. Те организират първия кънтри клуб в София в Младежкия дом до кино „Петър Берон“, но след едно предаване по радио „Свободна Европа“ са принудени да преустановят сбирките.
През лятото на 1985 година Петър, Бойко и Силвия Райновска дават началото на група „Атлас“. Насочват се към навлизащия по това време в България ню уейв. Към триото много скоро се присъединяват Румен Александров – бас китара, Енил Енчев – хармоника и Петър Даскалов – ударни инструменти.
През втората половина на 80 – те, „Атлас“ взима сериозно участие в „ню уейв вълната“, надигаща се с „Тангра“, „Клас“, „Нова Генерация“, „Ревю“ и други групи. Този период в българската музика е изключително силен и плодовит. Зараждат се жанрове като дарк уейв, ъндърграунд, пънк, пост пънк, хевиметъл. През 1988 година, „Атлас“ свири на първия български рок фестивал. Той се провежда в Мичурин и под името: „Свят, чудни хора“. Други участници в него са „Ревю“, „Ера“, „Ахат“, „Мираж“, Георги Минчев и Вили Кавалджиев. „Атлас“ взривява тълпата от фенове, а „Балкантон“ прави запис на целия концерт и го издава на дългосвиреща плоча.
През 1989 година фестивалът се провежда за втори път. Участват „Атлас“, „Контрол“, „Конкурент“, „Ера“, „Ахат“, „Нова Генерация“ и „Ревю“. „Атлас“ правят кавър на „Сутринта“ – добре позната от група „Клас“. В голям хит от края на 80-те се превръща песента „Мързеливо момче“, която няколко години по-късно ще бъде записана наново под името „Ненужен си ти“. Тези две песни са с участието на Даниела Димитрова, а текстовете са написани от Енил Енчев. Бойко Трифонов – първият вокалист на групата, завинаги ще остане като един от най-запомнящите се изпълнители на българската ню уейв сцена. Той изпява най-ранните и най-запомнящи песни на групата – като „Подлостта“ – написана от Георги Константинов, с актуален и до днес текст, „Джунгла“, „Ширпотреба“, „Млада кръв“, „Едно от пет“. През 1989 година излиза и компилацията „BG Rock ІV“, издадена от „Балкантон“. Плоча, съвместно с група „Клас“, която включва 5 песни: „Лунапарк“, „Есен“, „Древноримският гадател“, „Песен за истината“ и „Огледало“ – превърнали се в абсолютни хитове. Първите 4 са изпълнени от Бойко, а последната от Добрин Векилов – Дони, дошъл в групата, след напускането на Трифонов през 1989 година. Дони отлично заема мястото си в групата. Освен че пее, той свири на бас китара, пиано и композира някои от най-силните песни по време на престоя си в групата. През 1988 година към „Атлас“ се присъединява Петър Попов – клавирист и вокал (свирил в „Нова Генерация“ и „Вход Б“), а малко след него зад барабаните застава Теодор Бояджиев – Тео – на мястото на Петър Даскалов.
Новият вокалист неминуемо внася своя почерк в цялостното звучене на групата. Силни елементи на рок, поп и изключително интересни идеи се забелязват в новия албум. Той излиза през 1992 година и е озаглавен „Кукла“. Разпродаден в многохиляден тираж, последван и от няколко ре – тиража. Към пилотната песен е заснето видео. По текст на Димитър Воев от „Нова Генерация“ и музика на Петър Попов, пилотната песен „Кукла“ достига първите места в музикалните класации в България. Стои на върха цели 64 седмици в класацията Топ 10 на БНР. Дори е излъчена по VOA EVROPA. „Атлас“ печели наградата „Група на година“ два пъти – през 1991 и 1992. Други силни песни от албума са „Сърце от стъкло“, „Ненужен си ти“. Идват и първите международни участия – турне в Русия и рок фестивал в Чехия.
През 1993 година „Атлас“ радва феновете си с нов албум. „Полет над себе си“ – включва хитовете „Играта свърши“, прекрасната балада „Сляпо момиче“, „Стая с лилави стени“, „Празна нощ“, и разбира се едноименната песен. Повечето песни от албума са композирани от Дони, Петър Попов и Петър Писарски. Използването на саксофон в „Празна нощ“ и „Мръсните неща“, нежна мелодия на пиано в „Сляпо момиче“, по-тежки рифове на китарата на Пепи Писарски в „Полет над себе си“, говор – монолог в „Скука“, както и изключително позитивната „Събуди героя“, забележителна със своите вокални партии – оформят албума като изключително богат и цветен. През същата година Дони напуска групата и заедно с Момчил Колев – клавиристът на група „Клас“, създават дуета Дони и Момчил – изключително успешен проект, съществувал до 2000 година.
Силна за „Атлас“ е 1993 година – издават албума „Карай, бакшиш“ с гост музиканти и певци – Бойко Трифонов, Костадин Георгиев – „Коцето Калки“, Цветан Атанасов – „Елвиса“, Стоян Михалев („Киора“), Николай Томов и други. През 1993 година групата има много силно клубно участие в Европа. Прави много турнета и концерти. На бял свят излиза и албумът The Doll – включващ някои от най-успешните хитове на групата като „Кукла“, „Играта свърши“, „Празна нощ“ с английски текст. От тези на български език, в албума попадат „Сляпо момиче“, „Събуди героя“, „Няма как“ и други. Включена е нова песен – „Рожден ден“. Този албум е издаден само в 1000 копия.
През 1994 година за певец е поканен Георги Сидеров, който е бил барабанист в „Б.Т.Р.“, „Мери Бойс Бенд“ и „Доктор – Доктор“. С него записват петия си студиен албум – „Не се предавай“. Освен макси сингълът, носещ името на албума, хитове стават „Как да стана честен милионер“, „Последната птица“, „Ще се срещнем в съня“, „Живот след смъртта“, „Спи своя сън“. Ядрото на групата – Писарски – Попов – Бояджиев се е запазило. Сидеров внася свежест и завършеност с чудесния си глас. Този албум се характеризира със своето музикално разнообразие. Гост музиканти в албума са Ивайло Крайчовски („ФСБ“, „Стари муцуни“, „Тарантино“) – свири фретлес бас и Никола Атанасов – гайда. „Атлас“ успешно поддържа реномето си на една от най-стабилните български групи за периода. За почти 10-годишното си съществуване „Атлас“ има издадени една плоча, 5 студийни албума, провеждали са много концерти по стадиони и клубове в България и Европа. През същата година песента „Спи своя сън“ печели първа награда на конкурса „Златна пролет“ на БНР, а английската версия звучи по „BBC“. През същата година групата свири на новогодишен фестивал във Виена.
Следващият албум е озаглавен „Атлас 4“. Той излиза през 1995 година. Все по-силни примеси на рок с поп, по-динамични песни, както и няколко красиви балади, показват. Едно от най-запомнящите се заглавия остава „Нефелен свят“. В него Сидеров обръща внимание на сериозния проблем – „как ще опазим този свят от нас самите?“. „Ден за ден“ е едно весело парче с кънтри мотиви и забавен видеоклип. Тази песен връща групата в годините, когато са създавали кънтри музика. Друга песни, като „След Нирвана“ (първата българска песен, написана за борбата срещу наркотиците) и „Попътен вятър“ ще останат завинаги сред най-хубавите български песни. „Ден след ден“ и „След Нирвана“ оглавяват музикалните класации. През 1996, след успеха на „Атлас 4“, Жоро Сидеров напуска групата и тръгва по участия с „Мери Бойс Бенд“. На неговото място е поканен бившият певец на „Б.Т.Р.“ и „Коматоуз“ – Христо Ангов. С него групата не записва албум, но изпява песента „Децата на града“, включена в компилацията „Избрано“ – три години по-късно. През същата, 1995 година, Петър Писарски издава първия си солов албум. „Нищо не се повтаря“ е с участието на Бойко Трифонов, Коцето Калки, Михаил Шишков, Николай Томов, Нона Йотова, Бистра, Минко Райковски, Георги Асеников, Кольо Атанасов, Михаил Шишков, Асен Лазаров – „Суки“ и други. Заснети са видеа към „Животът е карнавал“ и пилотната „Нищо не се повтаря“.
През 1998 година „Атлас“ издава компилацията „Избрано“ на компакт диск и аудио касета. В него групата подбира най-успешните си песни в периода 1985 – 1998.
В края на 1998 година групата е отново в подновен състав: Петър Писарски – китари, вокали; Димитър Митев – „Дънди“ – ударни и перкусии; Силвия Секупова – „Суси“ – допълнителни вокали, пиано и клавишни инструменти, Симеон Либчев – бас китара, а Жоро Сидеров се завръща като певец. В този състав „Атлас“ започва да работи и в чужбина.
През пролетта на 2000 година Петър Писарски изпява „Купонът няма край“. Към песента е заснето видео.
През 2001 година в групата идва певецът Веско Зерлиев. Той е художник, едновременно с това и певец на поп група „Акустика“. Идвайки в „Атлас“, донася със себе си ново, по-меко звучене, далече от досегашния стил на групата, Петър Писарски – единственият останал от началото до днес член – решава, че такава промяна е нужна. Групата е в състав: Благовест Зерлиев – соло вокал; Петър Писарски – китари, вокали; Димитър Митев – „Дънди“ – ударни и перкусии; Силвия Секупова – „Суси“ – пиано и клавишни инструменти, и допълнителни вокали; Симеон Либчев – бас китара. В този състав „Атлас“ издава още един сборен албум, озаглавен „Колекция“. В него, освен най-големите хитове, присъстват и две нови песни – „Само спомен“ и „Капка от любов“, която светкавично се налага като хит. В албума са включени и ремиксирани версии на „Песен за истината“ – изпълнена от Христо Ангов и „Играта свърши“. Изцяло в рамките на поп музиката, „Атлас“ създава осмия албум на групата, озаглавен „Есенни цветя“, който излиза през 2004 година. На широката публика най-много допадат „Капка от любов“, „Един щастлив празен ден“, „Есенни цветя“, „Танцува тя сама“, „Най-кратката нощ“. Към първите три са заснети видеа. Година по-рано – през 2003 – „Танцува тя сама“ получава първа награда на конкурса на БНР – „Златна пролет“.
Следва почти 7 – годишна пауза за „Атлас“. Петър Писарски се отдава на пътуване и свирене в чужбина, главно в скандинавските държави – предимно по кораби. Веско открива своя собствена галерия, в която излага произведенията си – маслени бои и живопис. През 2010 година групата се събира отново. Зад барабаните застава Божидар Тренков – свирил в „Подуене Блус Бенд“ и „Мери Бойз Бенд“. Димитър Запрянов – клавишни и Иван Нестеров – бас китара (свирил с Веско в „Акустика“) допълват новия състав. През 2010 година сингълът „Била си ти“ печели първо място на конкурса „Златна пролет“ на БНР. Скоро след това излизат три книги, разкриващи историята на групата по случай нейната 25-годишнина. „Душата ми се рони“ и „В инкубатора на славата“ – написани от Румен Янев, а „Изчезнал остров“ – от Захари Иванов. Към трета излиза и ремастерирана версия на албума „Карай, бакшиш“
През 2010 година някои музиканти от старите състави се събират и създават „Екс Атлас“. Участват: един от основателите на групата и вокал Бойко Трифонов, Румен Трифонов – китара, Михаил Шишков – стийл китара, Петър Попов – клавишни и вокали и Петър Даскалов – ударни. Изпълняват песните на „Атлас“ от периода 1985 – 1995. Тази формация с участието на Дони и Асен Лазаров – „Суки“ взима участие на 25 – годишнината на Милена Славова на сцена. В големия концерт са също „Ера“, „Ахат“, „БТР“, Кирил Маричков, Васко Кръпката и „Кръпка блус бенд“, „Обратен ефект“, „Холера“, „Хиподил“, Дони, Петко и Нуфри („Пиромания“), „Контрол“, „Данчо Лазаров бенд“, Стефан Попов („Гравити Ко.“) и още десетки музиканти, с които рок кралицата е имала през годините общи проекти.
Музикантите започват работа по нов албум. Той се появява на бял свят през 2011 година и е озаглавен „Между вчера и утре“. Композиран от Пепи и Веско. Сред най-силни песни се налагат „Get yourself free“, „Not your perfect guy“, „Така се събужда денят“. Към тях са заснети видеоклипове, а към последната – първият 3D клип в България. От началото на 2012 година, „Атлас“ редовно има участия в клубове и летни театри в София, Бургас, Варна, Шумен и други градове в България. През 2011 „Not your perfect guy“ печели втора награда на конкурса „Златна пролет“.
През 2013 година „Атлас“ отново печели първо място в конкурса „Златна пролет“ на БНР. Този път с новия сингъл „Обичам дъжда над теб“ по текст на Петър Писарски и Веско Зерлиев, музика Петър Писарски. „Get Yourself Free“ получава трета награда през март 2013 в международната класация „BEAT 100“. През същата година Димитър Запрянов напуска и е заменен от Мартин Стоянов. В края на годината Веско Зерлиев решава да напусне групата. За вокал е поканен Игор Шабов. Игор става известен с това, че достига второто място в първото издание на музикалния формат „Гласът на България“ през 2011 година в отбор с ментор Кирил Маричков . Шабов е свирил с групите „102“ и „Поли“. През 2006 е вокалист на „Сафо“. С песента „Чужда земя“ бандата му достигат до полуфиналите на „Евровизия“. Идването му в „Атлас“ през 2013 е свързано с идеите на Петър Писарски – промяна в музикалната посока. През декември записват сингъла „Не ме търси“, който влиза в класацията „Ескалатор“ на БНР. Очаква се и видео към него.
От началото на 2014 „Атлас“ провежда концерти по клубове из цяла България. Групата продължава да работи по нови песни. През април Божо Тренков и Мартин Стоянов напускат групата. На тяхно място идват Борислав Борисов – ударни и Асен Драгнев – клавишни инструменти – добре познат от група „Спринт“. „Атлас“ започва музикален проект по името „Прегазени цветя“. Това е инициатива, свързана със злополуките по улиците, загиналите и ранени в пътни транспортни произшествия. Излиза промо на сингъла „Прегазени цветя“. Песента носи звука на стария „Атлас“ – от началото на 90-те години, но по-свеж и по-мъдър. Запазил своята мелодична линия – емоционален и въздействащ. През същия месец е и премиерата на видеото към „Не ме търси“. Режисьор на лентата е Игор Шабов.
През 2015г. към групата се присъединява  Драгомир Ганчев - преподавател по ударни и перкусионни инструменти. Свири на барабани от 6 годишна възраст. На 16 г. с група момчета създава първата си група „DUST”. Следват няколко ученически групи, като: метъл групата „РЕАКТОР“; ню уейф групата „Горски Цветя“, с които 1995г. издава първият си албум. Професионалната си кариера като музикант започва с групата „АРИЗОНА“ и „HASTA LA VISTA”, с които свири в едни от най-популярните за времето Български клубове. През периода 2001-2006 г. работи с групи в Европа, Азия и Африка. През 2007г.започва кариерата си като преподавател по ударни инструменти в “London college of music”-Дубай. Още първата година получава награда за учител с най-добри постижения на Арабския залив. През 2011г. се завръща в България и основава музикалната школа „Drago Drums School”.  с него Атлас  издават следващите си  два албума "Родени в 20 век" - 2016г. и "Отключете душите си" - 2022г. "Родени в 20 век" съдържа 12 нови песни, както и 2 не издавани досега бонус трака и е посветен на трийсетгодишнината от основаването на групата. Записите са реализирани с новия им вокалист Георги Арсов. Няколко сингъла от него достигнаха до първото място в престижната класация „Ескалатор” на БНР. Сред тях са: „Двама с теб”, „Пак, пак, пак”, „Да стопим леда”. А едноименната песен „Родени в ХХ век” е съвместна продукция на три групи: Атлас, Спринт и Хоризонт. Запомняща се мелодична линия, модерен звук, богати аранжименти – това характезира новия албум на Атлас.

## Награди
- „I награда“ за песента „Спи своя сън“ на радио конкурса на БНР „Пролет“ (София, 1993).
- „I награда“ за песента „Танцува тя сама“ на радио конкурса на БНР „Златна пролет“ (София, 2003).
- „I награда“ за песента „Била си ти“ на радиоконкурса на БНР „Златна пролет“ (София, 2010).
- „II награда“ за песента „Not your perfect guy“ на радиоконкурса на БНР „Златна пролет“ (София, 2011).
- „I награда“ за песента „Обичам дъжда над теб“ на радиоконкурса на БНР „Златна пролет“ (София, 2013).
- „III награда“ за песента „Get Yourself Free“ в международната класация „BEAT 100“ (2013).

## Дискография
- BG Rock ІV (плоча) „Клас“/„Атлас“ (Балкантон) – 1989 (LP) ВТА 12574 ([2][4][5]
- Кукла (Унисон) – 1992 (аудио касета)[2][4][5]
- Полет над себе си (Унисон РТМ) – 1992 (аудио касета)[2][4][5]
- The Doll & More (албум-CD) – 1992[2][4][5]
- Карай бакшиш (аудио касета/CD „Атлас+“) – 1993[2][5]
- Не се предавай – 1993[2][4][5]
- Атлас 4 – 1995[2][4][5]
- Избрано 1985-1998 (Маркос мюзик) – 1998 MM 20 097 – 1[2][4][5]
- Колекция (Поли саунд) – 2001 (аудио касета) PS 010362 216 – 2
- Есенни Цветя – 2004[2][4][5]
- Между вчера и утре – 2011[2][5]
- Родени в двадесети век  (Рива саунд) – 2016
- Отлючете душите си (Рива саунд) - 2022
- До утре...Четири портрета и един спомен – 1988 г. – български пълнометражен документален филм, сценаристи Александър Донев, Станимир Трифонов, Емил Христов; оператори Емил Христов, Христо Бакалов; режисьор Станимир Трифонов; композиции и изпълнение група „Атлас“ – песните „Млада кръв“, „Есен“ и др.
- Кукла (песен и клип)[6] – 1992 г. – първият български частен музикален клип. Сценаристи Александър Донев и Станимир Трифонов; оператор Христо Бакалов; изпълнителен продуцент Веселина Мишева; режисьор Станимир Трифонов. В конкурса „Мелодия на годината“ на БНТ е „Мелодия на месец юли“ за 1992 г.
- Капка От Любов песен и клип 2002 г.,[7] 5 седмици хит номер 1 в класацията Топ 10 на БГ радио
- Есенни Цветя песен и клип 2003 г.[8]